# Jaborosa riojana
Jaborosa riojana är en potatisväxtart som beskrevs av A.T. Hunziker och G. Barboza. Jaborosa riojana ingår i släktet Jaborosa och familjen potatisväxter. Inga underarter finns listade i Catalogue of Life.